# Bächlistock
Bächlistock är ett berg på gränsen mellan kommunerna Guttannen och Innertkirchen i kantonen Bern i Schweiz. Det är beläget i Bernalperna, cirka 70 kilometer sydost om huvudstaden Bern. Toppen på Bächlistock är 3 246 meter över havet.